# Psautier de la reine Isabelle
Le psautier de la reine Isabelle (ou psautier d'Isabelle d'Angleterre) est un manuscrit enluminé contenant le livre des Psaumes, exécuté en Angleterre vers 1303-1308. Il a été commandé pour Isabelle de France à l'occasion de ses fiançailles ou de son mariage avec Édouard II. Il est actuellement conservé à la Bibliothèque d'État de Bavière à Munich.

## Histoire

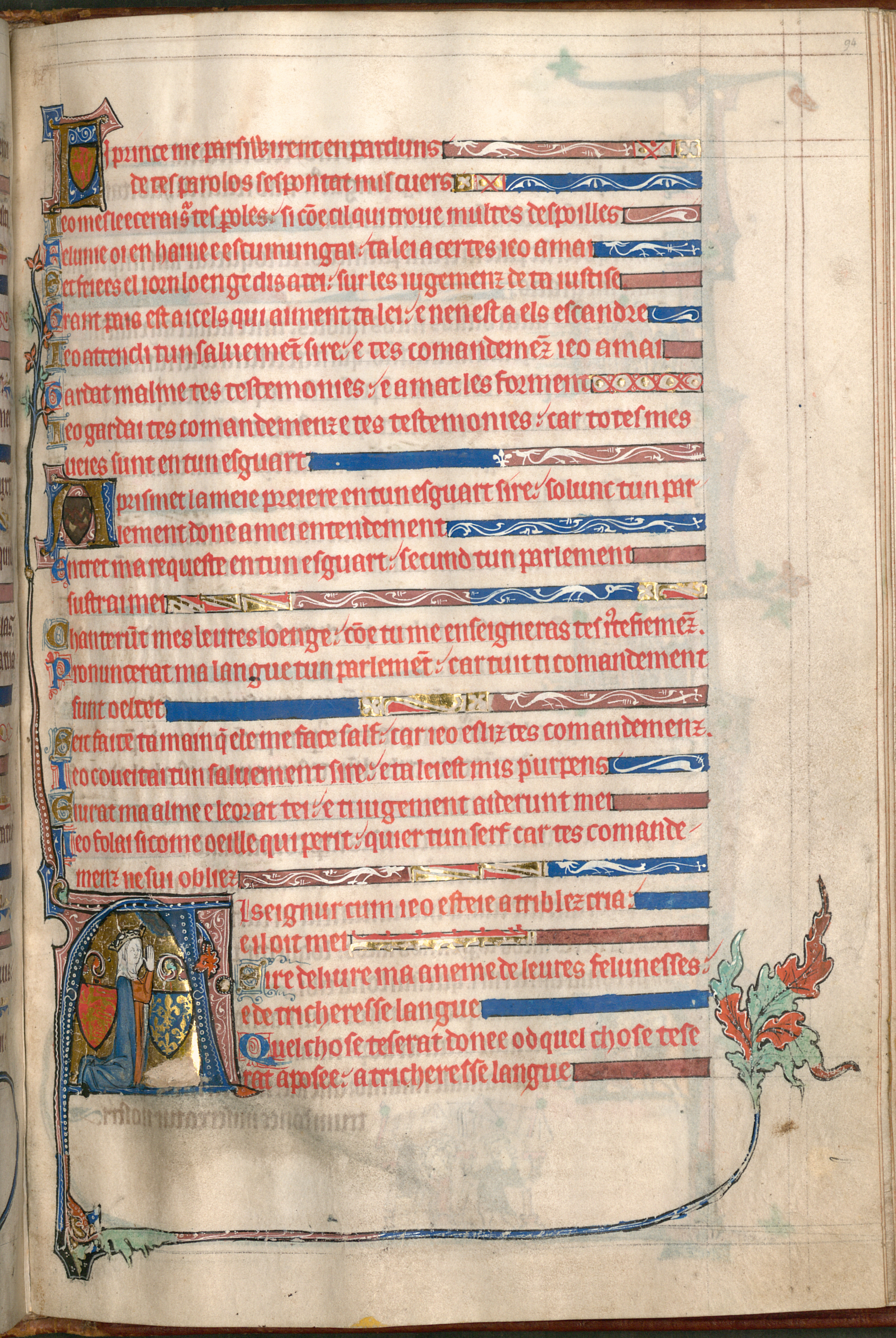
Isabelle en prière dans la lettrine du psaume 120, f.94v.

Le manuscrit a sans doute été commandé pour Isabelle de France, entre la date de ses fiançailles avec Édouard II d’Angleterre en 1303 et son mariage avec lui en 1308. Cette datation se fonde sur le style de la décoration du manuscrit mais aussi sur la représentation de la future reine au folio 94v entre les armes de France et d’Angleterre. Il a été décoré par un artiste anglais, qui travaille dans un milieu où a été enluminé le psautier Tickhill par exemple, qui date à peu près de la même époque.
Le manuscrit se trouve encore en Angleterre au XVIIe siècle, à une époque où des annotations en anglais sont ajoutées. Il appartient à la bibliothèque de Maximilien Ier de Bavière au XIXe siècle. Sa bibliothèque a constitué le fonds originel de la Bibliothèque d'État de Bavière à Munich.

## Description
Le manuscrit contient 131 folios et il manque sans doute 19 folios qui ont été détachés à une période indéterminée. Les psaumes sont alternativement écrits en latin et en français. Le latin se trouve sur la page de gauche, écrit dans une encre de couleur noir, tandis que le français se trouve sur la page de droite, en rouge. Les psaumes en latin sont décorés de scènes de bas de page illustrant l'Ancien Testament, alors que ceux en français sont décorés de scènes du bestiaire et de motifs héraldiques. Le début des principales divisions du psautier sont marquées par des grandes lettrines historiées et des scènes de bas de page racontant les épisodes de la vie de David. Il ne reste cependant que 9 des 20 folios d'incipits qui devaient exister à l'origine. Le manuscrit contient par ailleurs 238 lettrines et bas de page illustrant l'Ancien Testament, de la Genèse au tout début de l'histoire de David. Les épisodes évoqués rappellent ceux déjà présents dans les bibles moralisées de l'époque. Le texte en français contient de son côté des lettrines décorées de blasons et des scènes de bas de page avec un bestiaire pour les 77 premiers psaumes. Certains animaux semblent associés à des psaumes spécifiques : ils renvoient ainsi à des qualités morales mises en valeur par le livre. Il s'agit d'un des très rares livres à effectuer une telle association entre psaume et animaux. Il ne se retrouve par la suite que dans le psautier de la reine Marie.
L'autre caractéristique de l'iconographie du manuscrit est celle de mettre en valeur la femme et son rôle familial : l'arbre de Jessé met en valeur le lignage de David et sa perpétuation par la Vierge. Le cycle iconographique consacré à David met particulièrement en avant ses épouses et concubines. De la même façon, les scènes de l'Ancien Testament évoquent particulièrement les mariages et naissances bibliques : le mariage de Moïse et Tharbis, celui de Salmôn et Rahab, les naissances de Caïn ou celle de Samson. Huit scènes sont consacrées à la seule histoire d'Agar, maîtresse d'Abraham. Il s'agit sans doute du cycle iconographique de cette histoire le plus développé de l'enluminure gothique. On compte aussi 6 scènes consacrées à Hanna attendant puis élevant Samuel.